# Modem-router
De modem-router is een voor het huiselijk gebruik ontwikkelde combinatie van een modem en router binnen één behuizing. Als benaming wordt meestal modem gebruikt, hoewel strikt genomen deze benaming onjuist is. Veelal wordt dit apparaat door de provider in bruikleen geleverd bij het aangaan van een abonnement voor internet of combinatie abonnement van internet met telefonie en/of televisie. Het is daardoor mogelijk op de verschillende uitgangen toepasselijke apparatuur, zoals een of meer telefoons en een of meer computers of tv’s bekabeld aan te sluiten. Ook kan het uitgaande signaal naar keuze van de gebruiker naar de computer(s) via Wi-Fi worden verzonden. Voorwaarde voor juist functioneren van het apparaat is dat het op slechts korte afstand (kabellengte maximaal 1,5 meter) vanaf het in de muur aanwezige aansluitpunt moet worden geplaatst, omdat verliezen van het inkomend signaal bij het gebruik van een te lange kabel dan worden voorkomen. Nadeel hierbij kan zijn dat als het apparaat in een meterkast in huis staat, omdat zich daar het aansluitpunt bevindt, dat het uitgaande Wifi-signaal vanwege de te overbruggen afstanden en veel betonnen muren niet of te zwak de aangesloten apparatuur bereikt. Dan biedt aansluiting via bekabeling of het gebruik van een losse router of access point uitkomst. 